# Eluana Englaro
Eluana Jolanda Giulia Englaro (* 25. November 1970 in Lecco; † 9. Februar 2009 in Udine) war eine italienische Koma-Patientin, die 1992 nach einem Unfall ins Koma fiel und 2009 nach 17 Jahren im Wachkoma starb.
Eluana Englaro war 21 Jahre alt, als sie am 18. Januar 1992 bei Glatteis mit ihrem Auto von der Straße abkam und frontal gegen eine Mauer prallte. Nach dem Unfall fiel sie ins Koma. Zwei Jahre später erklärten die Ärzte, ihr Zustand sei irreversibel. Seitdem kämpfte ihr Vater für das Sterberecht seiner Tochter. Ein Gericht in Mailand gab ihm Recht. Das Verfassungsgericht in Rom bestätigte diese Entscheidung im November 2008.
Am 6. Februar 2009 versuchte der italienische Ministerpräsident Silvio Berlusconi mit einer Notverordnung, die vom Gericht bestätigte Beendigung der lebenserhaltenden Maßnahmen für Eluana Englaro zu verhindern. Staatspräsident Giorgio Napolitano erklärte jedoch, dass er das Dokument aufgrund verfassungsrechtlicher Bedenken nicht unterzeichnen werde. Daraufhin bevollmächtigte ihre Familie die Ärzte, die künstliche Ernährung zu reduzieren, um sie bald ganz einzustellen. Eluana Englaro starb am 9. Februar 2009.
Vor dem Hintergrund von Englaros Tod siedelte der italienische Filmregisseur Marco Bellocchio 2012 seinen Ensemblefilm Bella Addormentata mit Toni Servillo, Isabelle Huppert und Alba Rohrwacher an.